# Valea Doftanei
Valea Doftanei è un comune della Romania di 6 850 abitanti, ubicato nel distretto di Prahova, nella regione storica della Muntenia. 
Il comune è formato dall'unione di 2 villaggi: Teșila e Trăisteni.
La sede amministrativa è ubicata nell'abitato di Teşila.